# Sonate K. 234
La sonate K. 234 (F.182/L.49) en sol mineur est une œuvre pour clavier du compositeur italien Domenico Scarlatti.

## Présentation
La sonate K. 234, en sol mineur, notée Andante, forme une paire avec la sonate suivante qui referme le volume III du manuscrit de Venise. Toute la sonate est construite à partir de courtes séquences qui se répondent en imitation. C'est un lugubre cantabile, qui s'accorde bien avec sa compagne en majeur. Pour Pestelli, il s'agit du prototype d'un groupe de sonates pastorales en style plus varié (« variato stile »), terme utilisé par Scarlatti lui-même dans l'adresse au lecteur des Essercizi de 1739, où il promet que ce sera le langage de ses prochaines œuvres.

## Manuscrits
Le manuscrit principal est le numéro 29 du volume III (Ms. 9774) de Venise (1753), copié pour Maria Barbara ; les autres sont Parme V 19 (Ms. A. G. 31410), Münster IV 50 (Sant Hs 3967) et Vienne B 50 (VII 28011 B). Une copie antérieure aux manuscrits italiens figure à Saragosse (E-Zac), source 2, ms. B-2 Ms. 31, fos 67v-69r, no 34 (1751–1752).

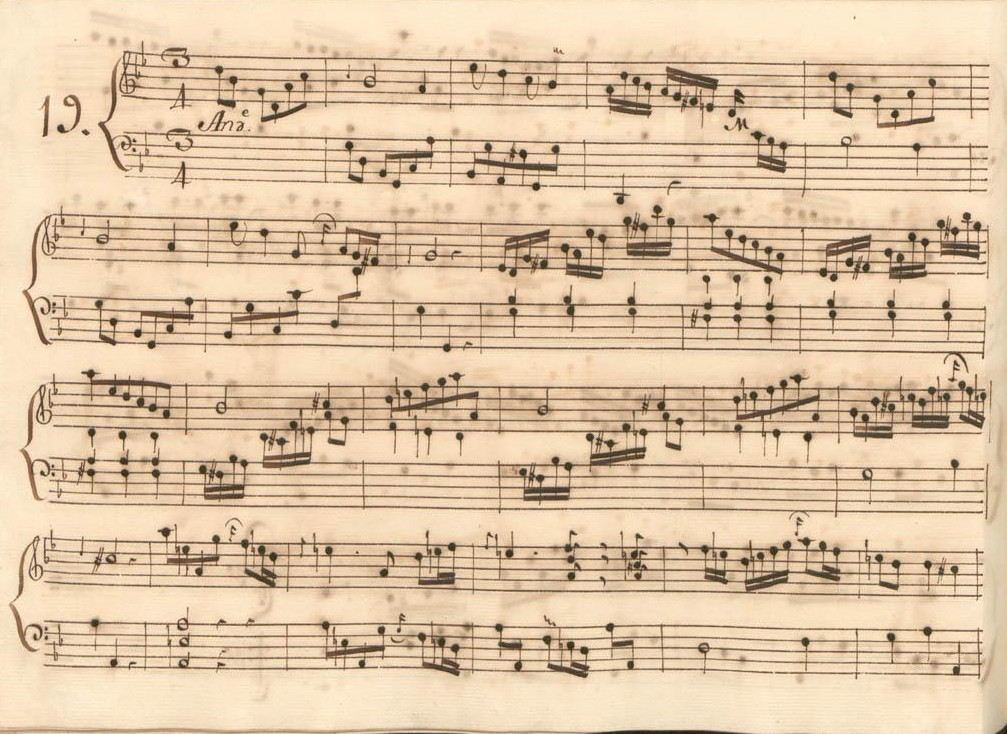
Parme V 19.
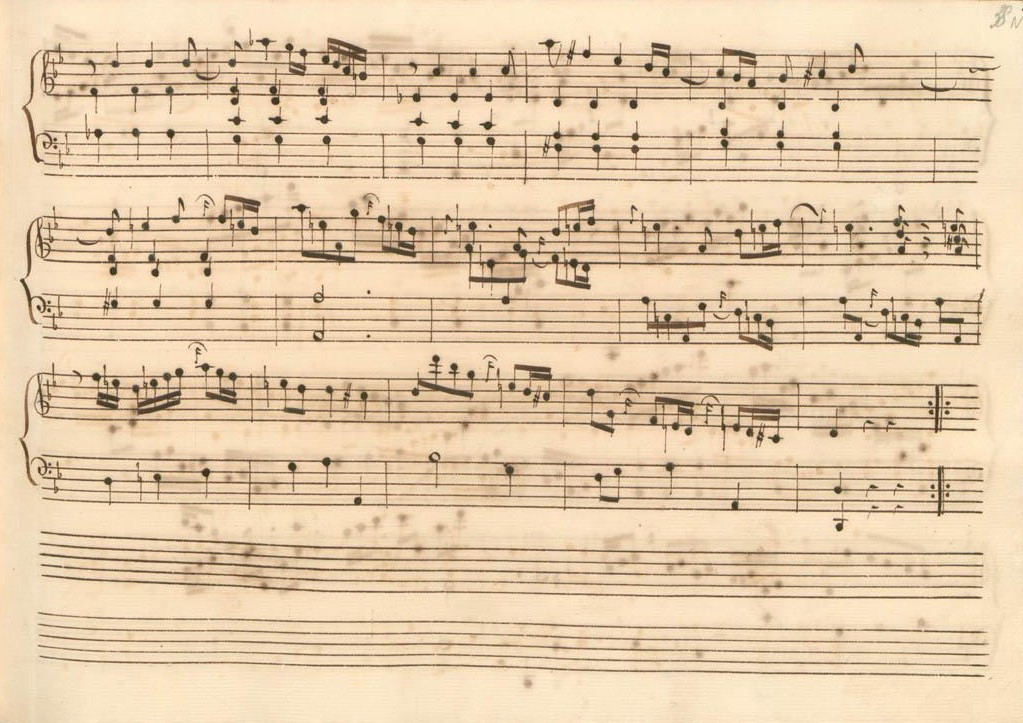
Parme V 19 (fin de la première section).
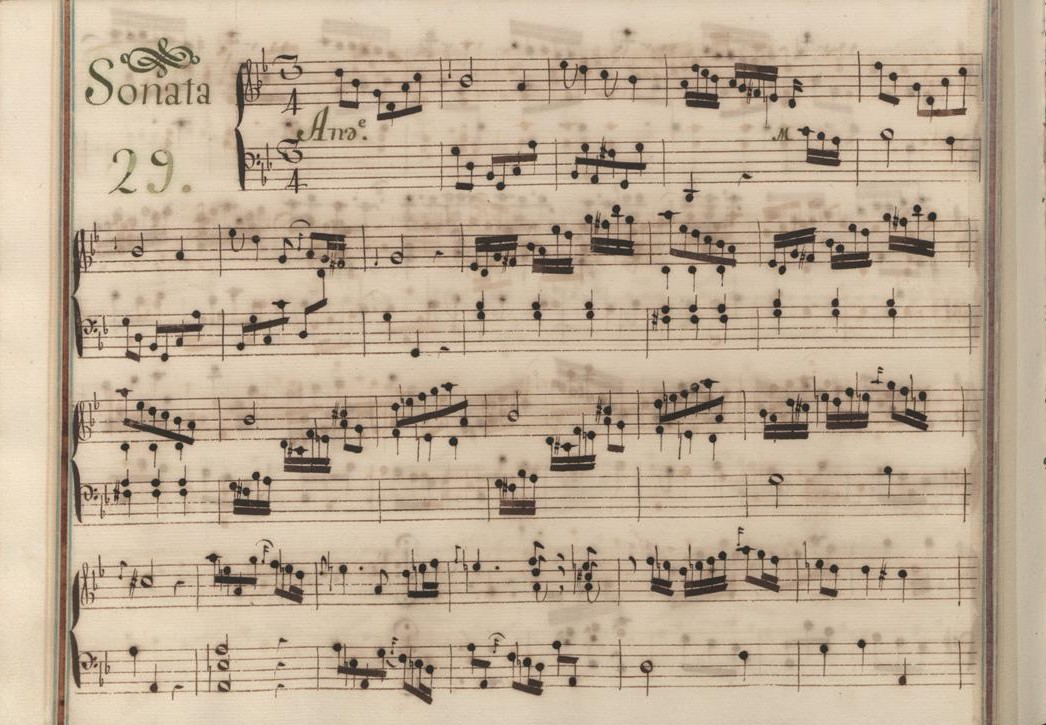
Venise III 29.
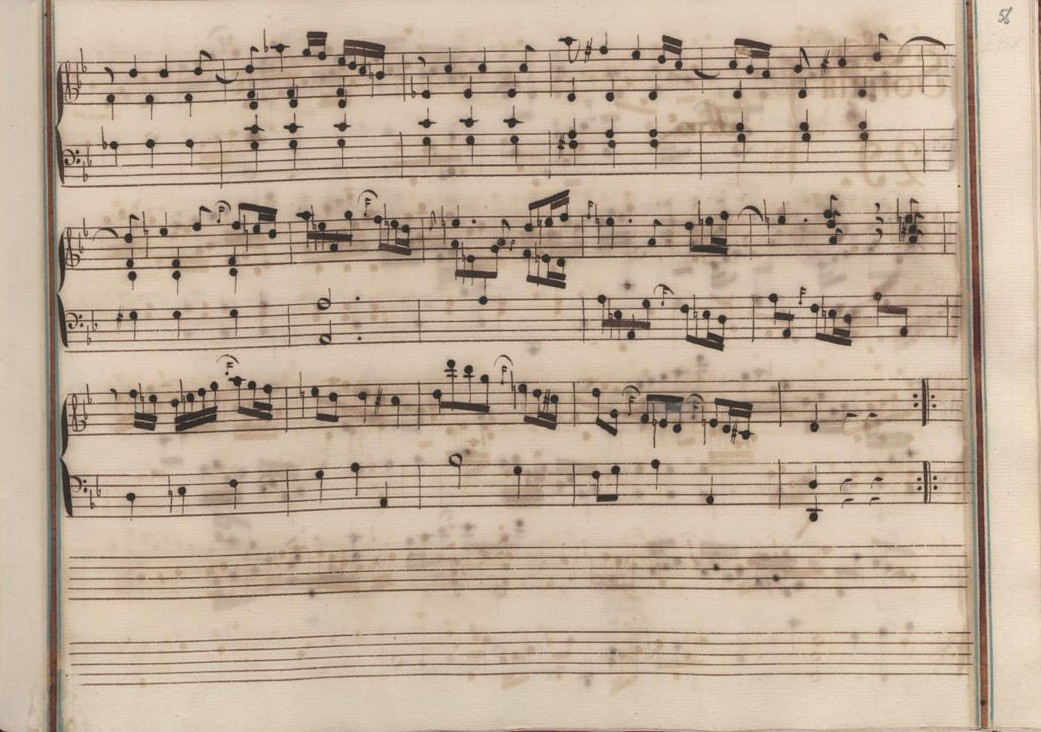
Venise III 29 (fin de la première section).
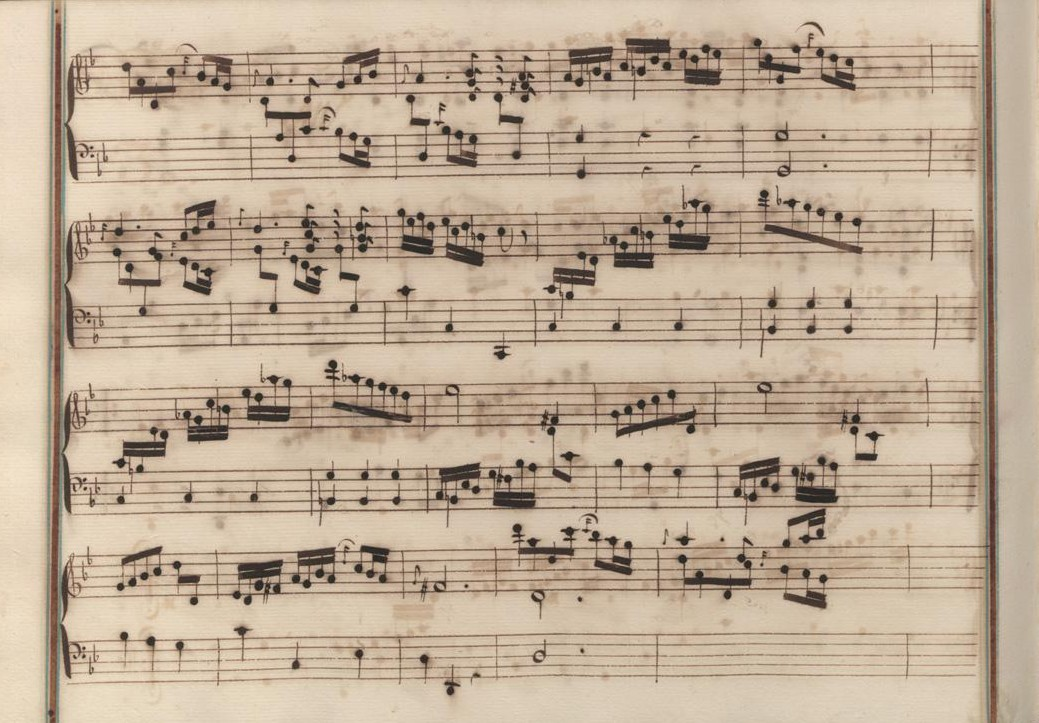
Venise III 29 (début de la seconde section).
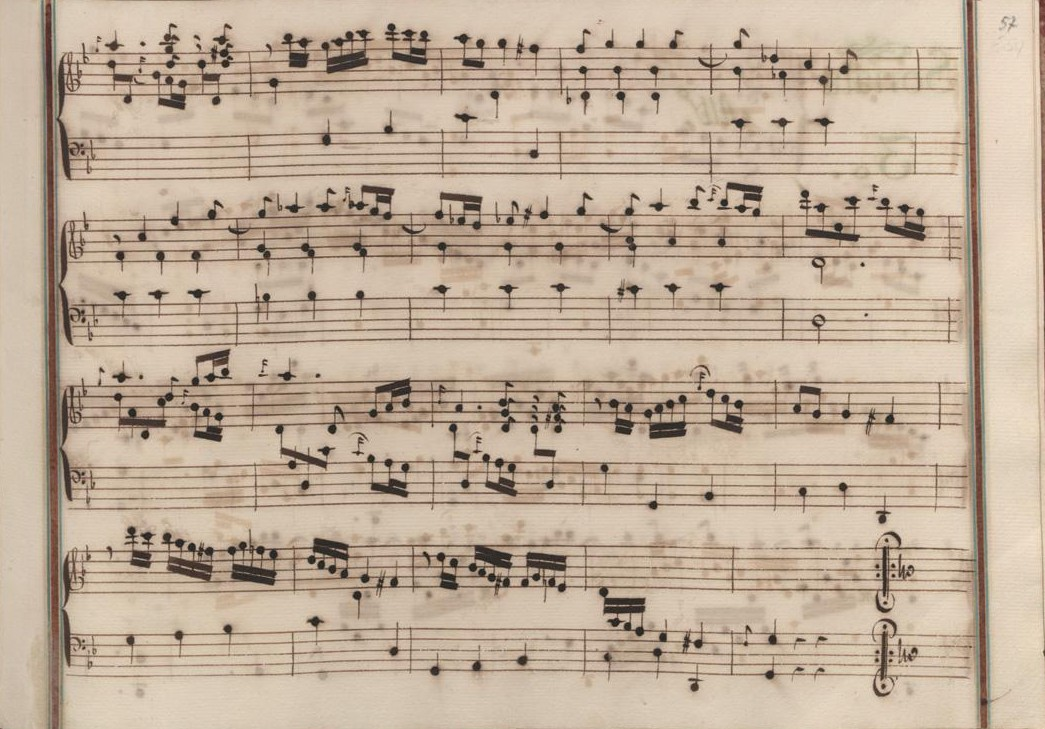
Venise III 29 (fin de la sonate).

## Interprètes
La sonate K. 234 est défendue au piano, notamment par Carlo Grante (2009, Music & Arts, vol. 2) et Federico Colli (2017, Chandos) ; au clavecin, elle est jouée par Wanda Landowska (EMI), Huguette Dreyfus (1978, Denon), Scott Ross (1985, Erato), Richard Lester (2001, Nimbus, vol. 2), Pieter-Jan Belder (Brilliant Classics, vol. 6) et Pierre Hantaï (2018, Mirare, vol. 6).

## Sources
: document utilisé comme source pour la rédaction de cet article.
- Ralph Kirkpatrick (trad. de l'anglais par Dennis Collins), Domenico Scarlatti, Paris, Lattès, coll. « Musique et Musiciens », 1982 (1re éd. 1953 (en)), 493 p. (ISBN 978-2-7096-0118-4, OCLC 954954205, BNF 34689181).
- (it) Giorgio Pestelli, Le sonate di Domenico Scarlatti : proposta di un ordinamento chronologica, Turin, Giappichelli, coll. « Archeologia e storia dell'arte » (no 2), 1967, iv-294 (OCLC 313316263, BNF 43197837)
- Alain de Chambure, « Domenico Scarlatti, Intégrale des sonates — Scott Ross », Erato/Éditions Costallat (2564-62092-2 (livret : 2292-45309-2)), 1985 (OCLC 891183737) .
- (en) Carlo Grante, « Domenico Scarlatti, intégrale des sonates pour clavier (vol. 2) », Music & Arts (CD-1291), 2009 (OCLC 840087257) .